# Pomacanthus
Pomacanthus è un genere di pesci d'acqua salata appartenenti alla famiglia Pomacanthidae.

## Distribuzione e habitat

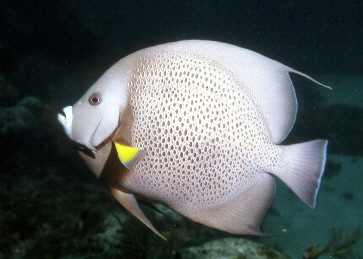
Pomacanthus arcuatus

Tutte le specie sono diffuse nell'Indo-Pacifico, con l'eccezione di Pomacanthus arcuatus e P. paru diffuse nell'Atlantico occidentale, dove abitano barriere coralline e coste rocciose.

## Acquariofilia
Molte specie di Pomacanthus sono commercializzate per l'acquariofilia, e ospitate in acquari pubblici.

## Specie
Al genere sono ascritte 13 specie:
- Pomacanthus annularis (Bloch, 1787)
- Pomacanthus arcuatus (Linnaeus, 1758)
- Pomacanthus asfur (Forsskål, 1775)
- Pomacanthus chrysurus (Cuvier, 1831)
- Pomacanthus imperator (Bloch, 1787)
- Pomacanthus maculosus (Forsskål, 1775)
- Pomacanthus navarchus (Cuvier, 1831)
- Pomacanthus paru (Bloch, 1787)
- Pomacanthus rhomboides (Gilchrist & Thompson, 1908)
- Pomacanthus semicirculatus (Cuvier, 1831)
- Pomacanthus sexstriatus (Cuvier, 1831)
- Pomacanthus xanthometopon (Bleeker, 1853)
- Pomacanthus zonipectus (Gill, 1862)